# Soro de leite

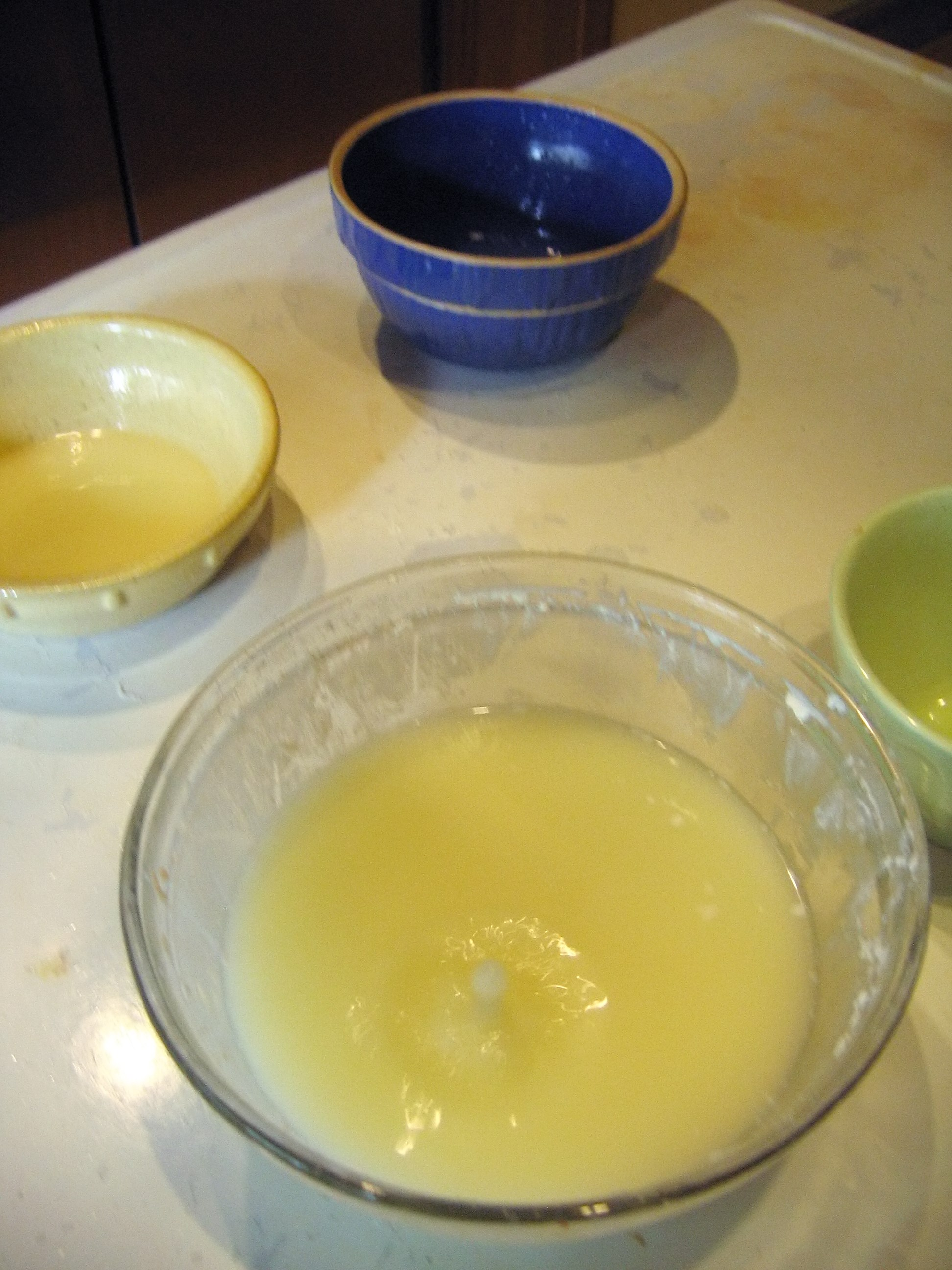
Lactossoro

Soro de leite, almece ou lactossoro é um subproduto líquido obtido no processo de fabricação do queijo e da caseína, de cor entre o verde e o amarelo, de aspecto turvo e sabor fresco, ligeiramente doce ou ácido.
As aplicações do soro de leite na indústria alimentícia são várias, desde bebidas lácteas até sorvetes e bolos. Devido a seu alto valor nutritivo, a proteína do soro pode ser isolada e sua aplicação está relacionada com melhoramento do rendimento esportivo em atletas amadores ou profissionais.

## Classes de soros
Existem duas classes de soros: os doces e os ácidos. Estas dependem dos métodos usados na coagulação do leite.
- O soro ácido provém principalmente da fabricação de queijos tipo Cottage e Ricota. No caso da fabricação de queijo Cottage, uma quantidade significativa da lactose do leite é convertida em ácido lático antes que o soro seja separado da massa. À medida que aumenta a acidez, uma quantidade crescente dos sais de cálcio, no leite, se dissociam, o que provoca a solubilização do cálcio. Também a quantidade de cálcio retido no gel de caseína é menor. Assim sendo, a fabricação de queijo tipo Cottage, dá origem a um tipo de soro com acidez titulável mais elevada (> 0,35% de ácido lático); além disso, produz soro com teor de lactose mais baixo, teor de cálcio mais alto e perfil de minerais diferente do soro doce.
- O soro doce é subproduto da fabricação de queijos tipo Cheddar, Suíço, Mozarela e outros similares. Este tipo de soro contém menos ácido lático (< 0,16%), percentual de lactose mais elevado e menor teor de cálcio em comparação ao soro ácido. A maior parte dos produtos de soro são derivados de soro doce.

No que se refere às aplicações, o soro ácido é utilizado como realçador de sabor em molhos cremosos para saladas; é também empregado como retentor de água, emulsificador e fonte de cálcio. Já o soro doce é muito utilizado em produtos de panificação, salgadinhos, sorvetes e sobremesas lácteas. No que se refere aos dois primeiros produtos, a utilização do soro de leite em pó intensifica o desenvolvimento de cor durante o cozimento e forneamento a alta temperatura, além de aumentar o volume dos pães e atuar como veículo antiaglutinante em misturas secas. Já nos sorvetes e sobremesas lácteas, o uso do soro doce ajuda a formar espumas estáveis e facilita aeração.

## Uso biotecnológico do soro
O soro de leite é um resíduo agroindustrial com baixo valor comercial que tem se tornado um forte agente de poluição ambiental, por ser descartado sem tratamento prévio no solo e em diversos mananciais de rios. Quimicamente possui inúmeros componentes em sua composição que apresentam diversas propriedades funcionais e bioativas, despertando assim a sua utilização na biotecnologia como um substrato alternativo para elaboração de meios de cultura com baixo custo e minimizar os problemas ambientais causados pelo descarte desse resíduo. Diversos grupos de pesquisa estudam  a formulação de um meio econômico para a produção de antibióticos, como a produção de bacitracina pela bactéria Bacillus licheniformis a partir do reaproveitamento do soro de leite. Revelando através de resultados da pesquisa que o B. licheniformis possui capacidade para utilização de soro de leite como substrato, constituindo uma alternativa viável para a produção de substâncias de interesse econômico, evitando seu descarte no meio ambiente.

## Derivados e insumos
- Soro doce em pó: obtido através da evaporação da quase totalidade da água de um soro doce e fresco.
- Soro ácido em pó: obtido através da evaporação da quase totalidade da água de um soro ácido.
- Soro deslactosado em pó: obtido por hidrólise da lactose do soro líquido, que, uma vez em estado líquido, pode ser transformada em pó, através da evaporação da quase totalidade da água, em condições específicas de temperatura.
- Soro desmineralizado em pó: obtido através da extracção de uma grande porção dos sais dos soros doces e frescos, usando técnicas de electrodiálise. O soro desmineralizado pode transformar-se em pó através de secagem, no vácuo.
- Permeado Non Caking: é uma proteína extraída do soro de leite é utilizado como matéria prima para produtos da indústria alimentícia.[1]